# Padmavati (jaïnisme)
Padmavati est un Être céleste de la cosmographie du jaïnisme. Cette déité, féminine, est associée à un Maître éveillé: le Tirthankara Parshva; elle est sa yaksi. Sur le sous-continent indien, lors du début du Moyen-Âge, Padmavati était très vénérée, au même titre que Manibhadra. Les prières envers des images ou des statues de déités se font en leur offrant des fleurs, ou de l'encens. Un temple célèbre de Padmavati se situe à Hombuja dans l'état du Karnataka, en Inde; des milliers de pèlerins y viennent encore de nos jours. Les déités les plus populaires sont: Gantakarna Mahâvîra, Nakoda Parshvanatha, Manibhadra, Cakresvari, Ambika et Bhomiyaji.

## Galerie

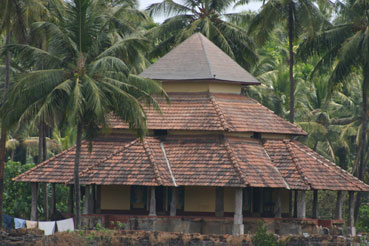
Padmavati Basadi, Karkala, Karnataka
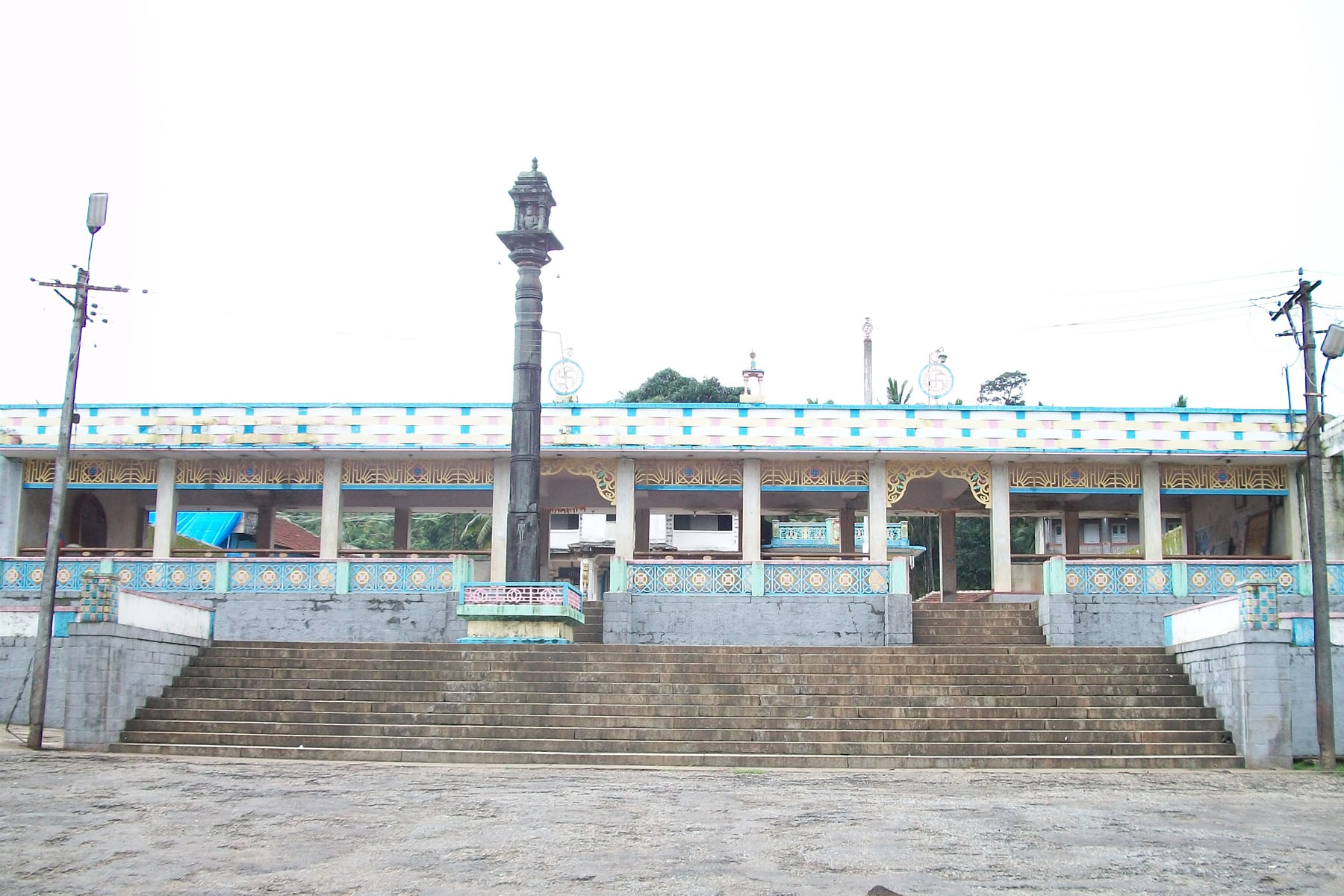
Humcha Padmavati temple, Karnataka
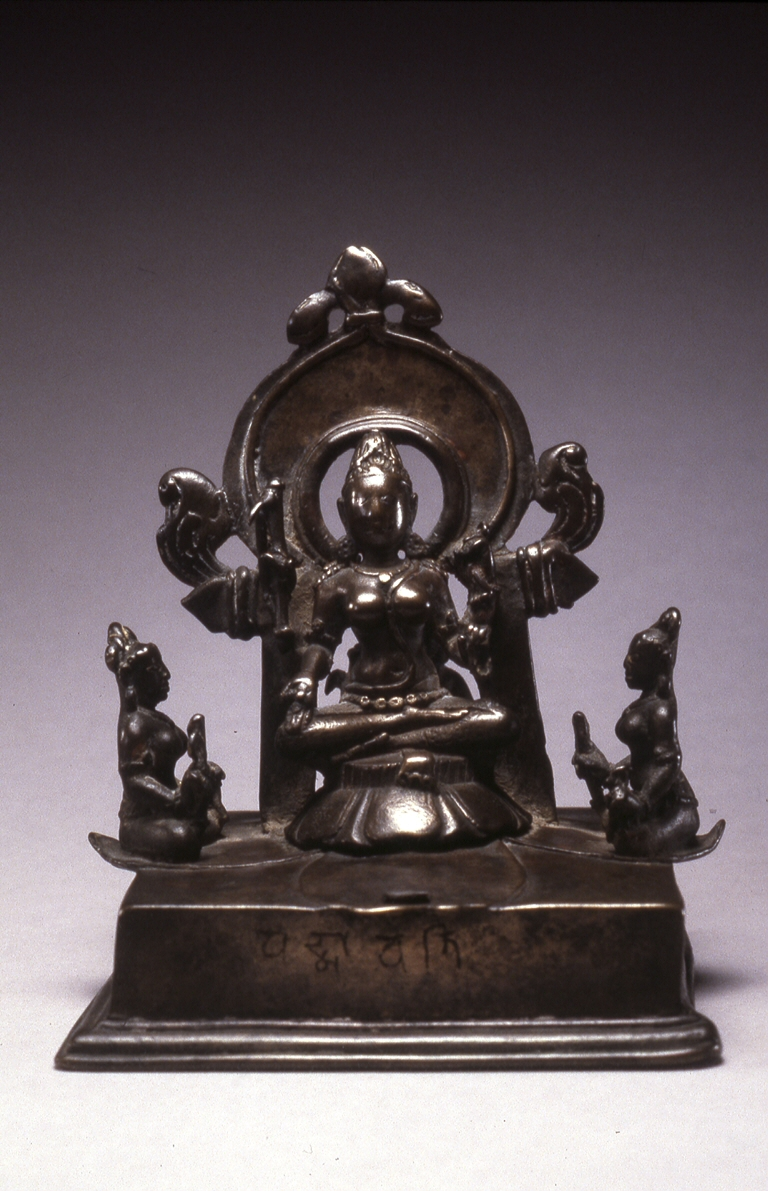
'Mandala of Padmavati' - bronze statue of Goddess Padmavati in Walters Art Museum, 11th century
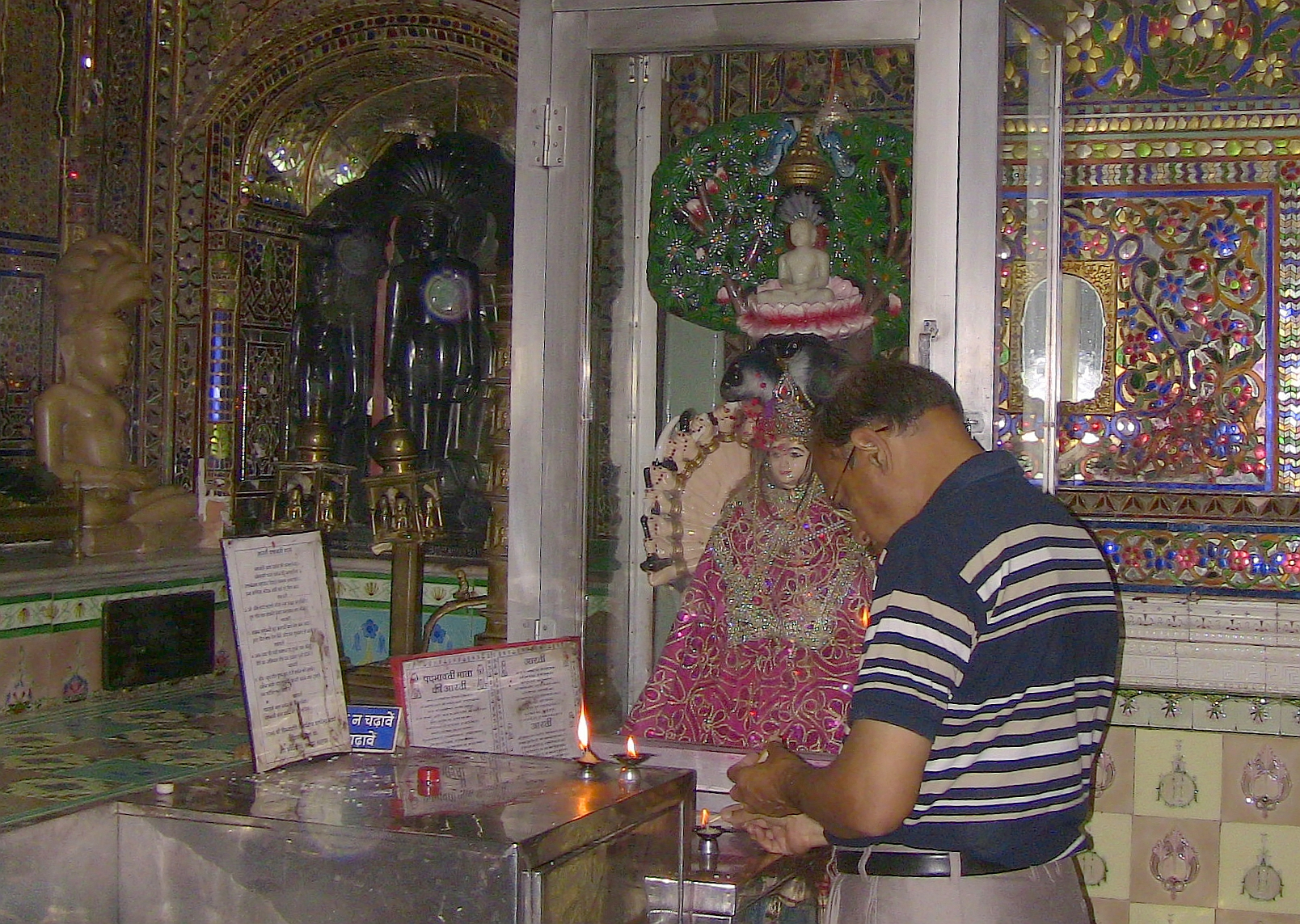
Goddess Padmavati at Hanumantal Bada Jain Mandir, Jabalpur
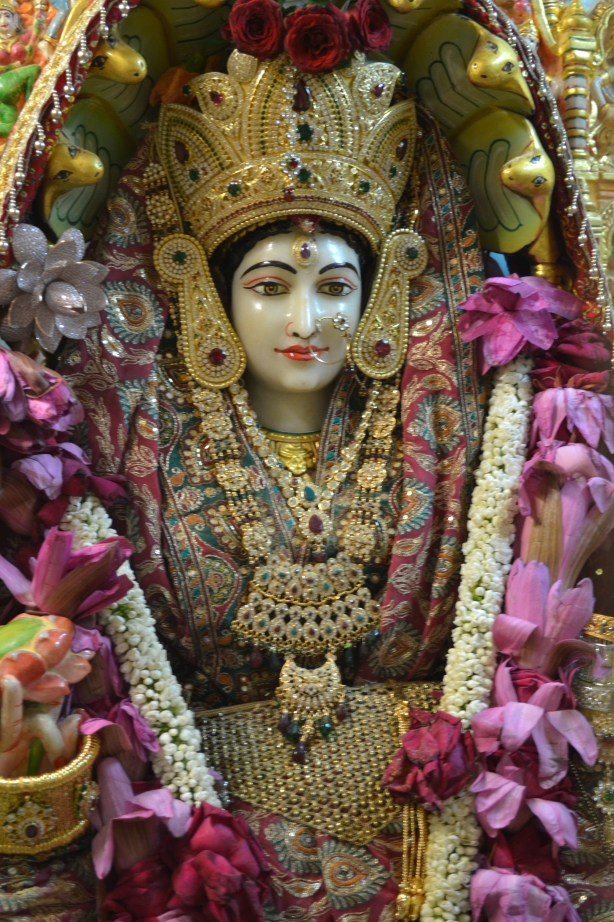
Goddess Padmavati at Walkeshwar Jain Temple
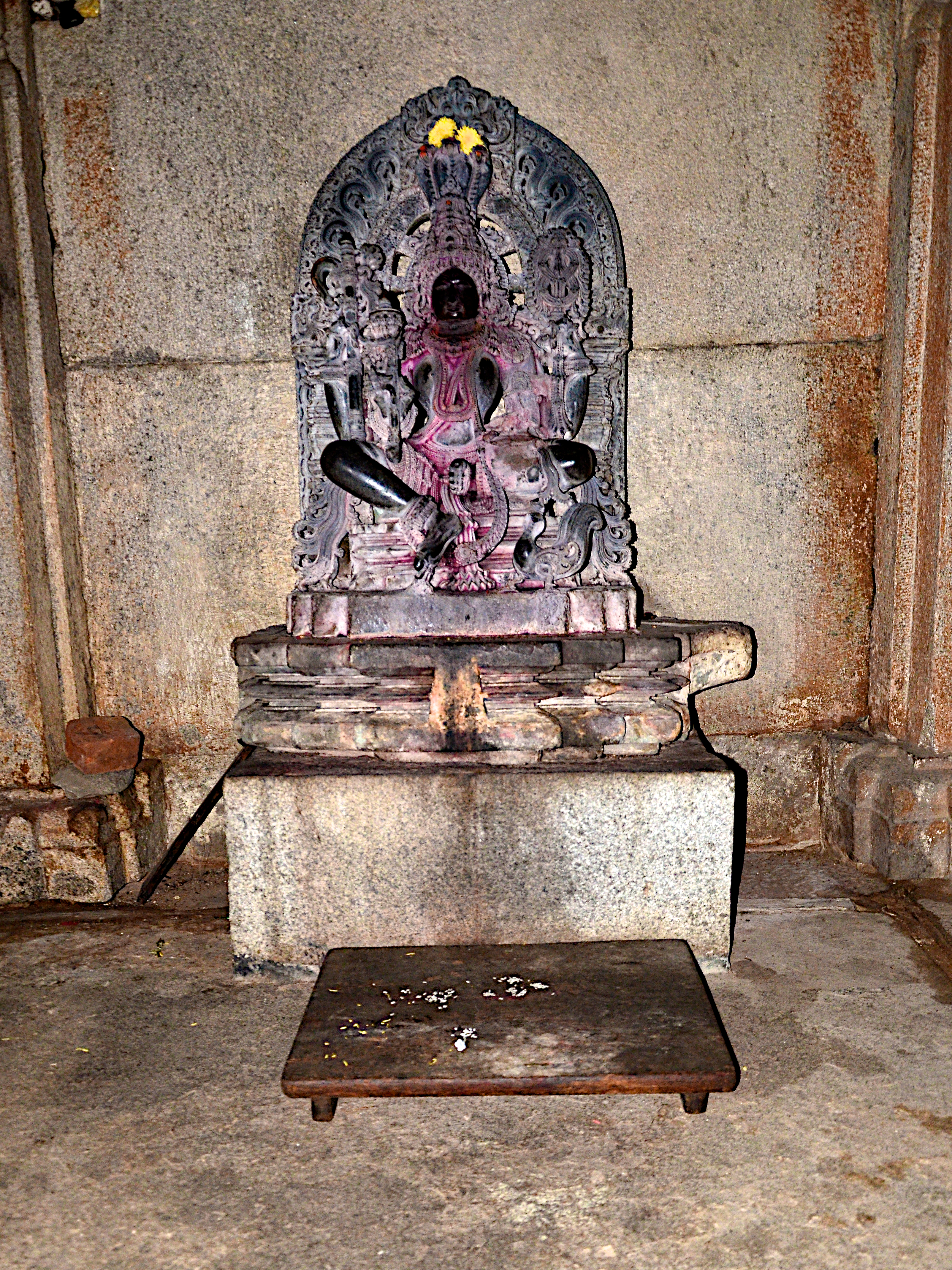
Sculpture of Goddess Padmavati in Akkana Basadi, Shravanabelagola, 12th century